# Widny Zrąbek

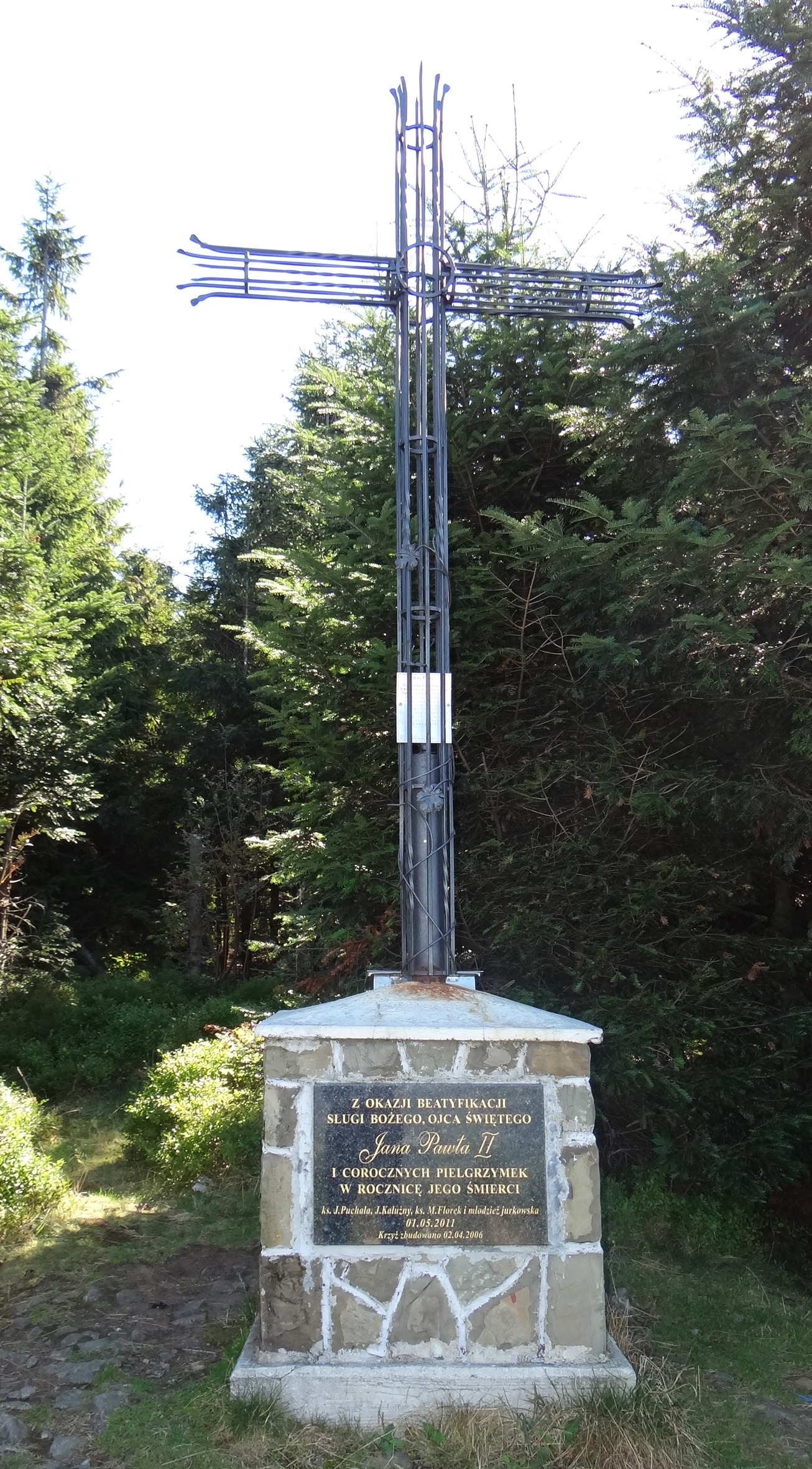
Krzyż na polance

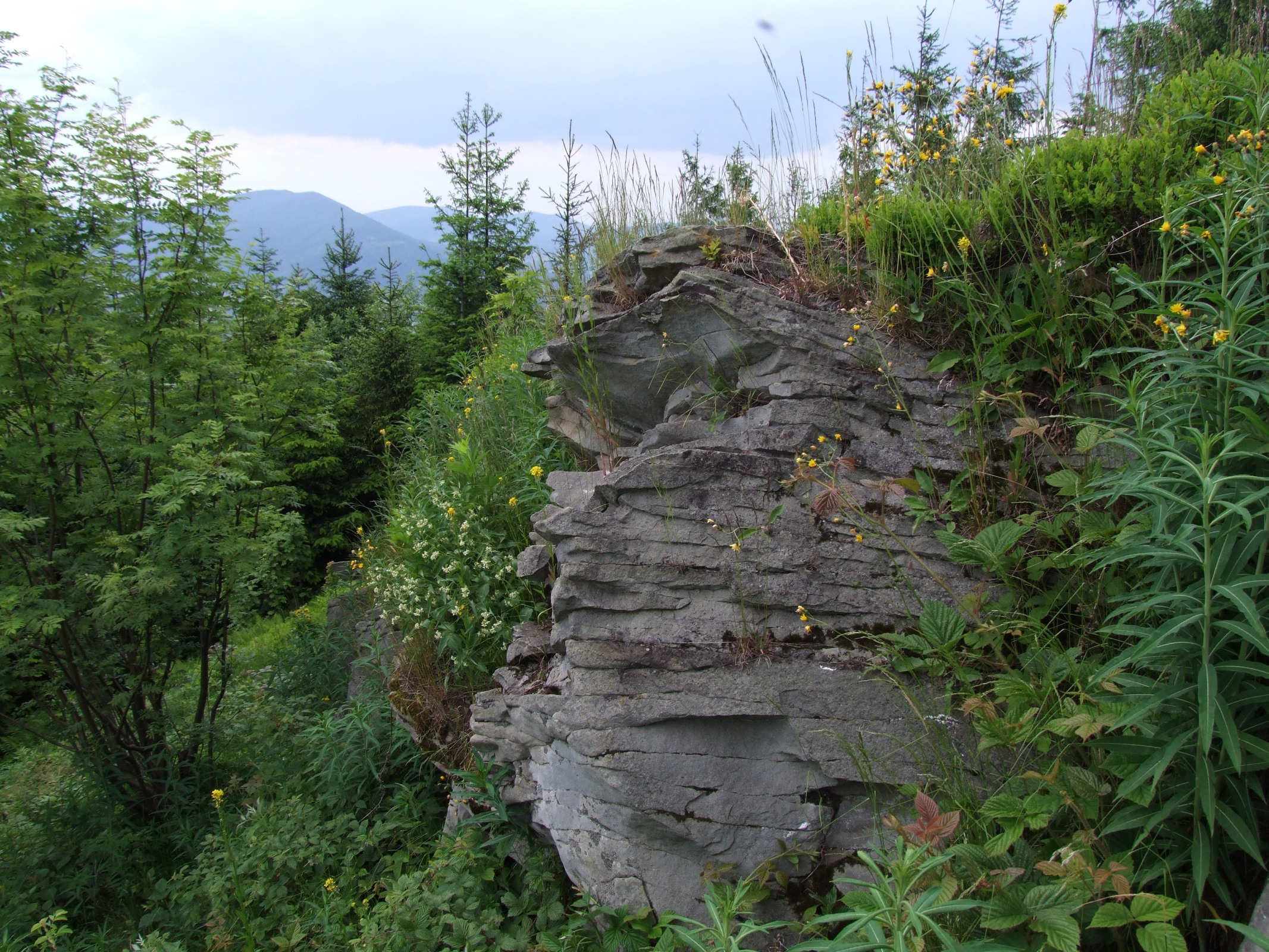
Piaskowcowa wychodnia na Widnym Zrąbku

Widny Zrąbek – niewielka polanka na południowych stokach najwyższego (zachodniego) wierzchołka Łopienia w Beskidzie Wyspowym. Jest to wyrąb powiększony przez paralotniarzy, którzy czasami stąd startują. Jest doskonałym punktem widokowym na dolinę górnej Łososiny, wzniesienia Beskidu Wyspowego, Gorce i Tatry. Znajduje się za niewielkim pasem lasu (około 50 m) na południowych obrzeżach polany Jaworze. Dojście z polany wskazuje drewniany kierunkowskaz wykonany z okazji akcji Odkryj Beskid Wyspowy. Dzięki tej akcji na Widnym Zrąbku umieszczono również ławki dla turystów. W 2006 r. umieszczono na niej metalowy krzyż na murowanym cokole, poświęcony Janowi Pawłowi II. Pomysłodawcą był nauczyciel z Jurkowa. Obok krzyża w metalowej kasecie jest księga pamiątkowa z wpisami turystów i ołtarz polowy. Polanka częściej niż paralotniarzom służy turystom, którzy zwykle tutaj biwakują. Poniżej dość płaskiego punktu widokowego znajduje się strome podcięcie z niewielką wychodnią piaskowcową.
Widny Zrąbek jest niewielki, jednak dzięki stromo w tym miejscu podciętym stokom Łopienia drzewa nie przesłaniają widoków na południe. Należy do wsi Dobra w województwie małopolskim, w powiecie limanowskim, w gminie Dobra.